# Sever Burada

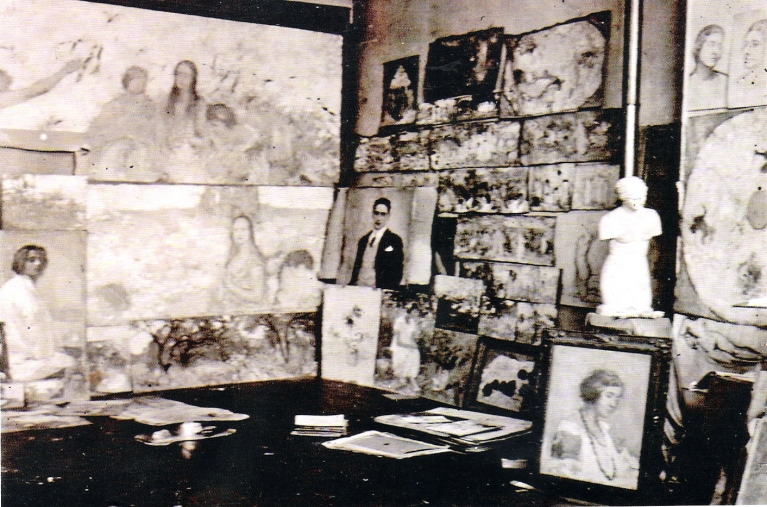
Atelier des Künstlers in der Rue Émile-Allez (1925)

Sever Burada (geb. Buradescu; * 14. Januar 1896 in Craiova; † 3. September 1968 in Bukarest) war ein rumänischer Maler der modernen rumänischen Schule, der in der Zwischenkriegszeit malte.

## Leben
Sever Burada fand schon früh gefallen an der Malerei. Besonders angetan haben es ihm die Werke des Malers Grigore Negoșanu. Von diesem erhielt er auch seinen ersten Zeichenunterricht. Burada studierte an der Universität Craiova als Schüler des Malers Ioan Stăncescu-Giovanni und des Bildhauers Ion Dumitriu-Bîrlad.
Aufgrund seiner Begabung nahm Burada noch als Schüler an der Ausstellung der Craiover Maler, im Jahre 1914, teil.
Ein Jahr später begann er an der Schule der schönen Künste in Bukarest zu studieren. Während dieser vier Jahre lernte er unter den Lehrern George Demetrescu Mirea und Jean Alexandru Steriadi. Nach dem erfolgreichen Studium litt Burada unter finanziellen Problemen und so fasste er den Entschluss sich zum Kunststipendium Nicolae Grigorescu zu bewerben und erhielt ihn schließlich, was nun seine finanzielle Notlage lindern konnte.
Dies ermöglichte ihm auch ein Studium an der École Nationale de Beaux-Arts in Paris bei Künstlern wie Emile Bernard, Fernand Cormon, François Flameng und Lucien Simon.
Kritiker wurden jetzt auf den talentierten Maler aufmerksam, und Burada erhielt zahlreiche bedeutende Preise und Auszeichnungen.
Es folgen Kurse in Fontenay-aux-Roses, in Bukarest und zahlreiche Ausstellungen im Salon des artistes français.
1923 erwirbt der französische Staat eine seiner Arbeiten, diese gelangt allerdings 1926 wieder nach Rumänien.
In den nächsten Jahren stellt Sever Burada in diversen repräsentativen Ausstellungen aus und nimmt an den damaligen bedeutenden Kunstsalons teil, zum Beispiel dem Kunstzirkel Oltenia, dem Herbstsalon, der Tinerimea artistică („Künstlerische Jugend“), an der Aktausstellung oder stellte im Athenäum.

### Zeit nach dem Krieg
Am 31. Mai 1945 wurde Burada zum Tode verurteilt, obwohl er politisch inaktiv war und keine politischen Ämter bekleidete. Zwar wurde die Strafe in eine lebenslange Haft umgewandelt, dennoch wurde ihm die Freiheit erst kurz vor seinem Tode gewährt. In seinen letzten Lebensjahren widmete er sich ganz der Malerei, konnte aber nicht mehr an den Erfolg früherer Zeiten anknüpfen. Nach Meinung seiner Kritiker seien die in diesen Jahren entstandenen Bilder im Gegensatz zu denjenigen, die er vor der Haft malte, nicht weiter von kulturhistorischer Bedeutung.
Wohl bedingt durch die jahrzehntelange Haft gehört Sever Burada heutzutage zu den vergessenen rumänischen Malern der Zwischenkriegszeit.

## Werke
Kennzeichnend für seine Bilder ist der sensible, feine und vor allem korrekte Duktus. Zu Buradas bekanntesten Gemälde gehören:
- "Frühlingserwachen" (Deșteptarea primăverii)
- "Profil eines Mädchens" (Profil de fată)
- "In guten Gedanken" (Cu gânduri bune)
- "Selbstportrait" (Autoportret) – 1932 im Salon des artistes français ausgestellt, Muzeul Național Cotroceni (Bukarest)
- "Blonder Akt" (Nud blond)
- "Bäuerin aus Dobrogea" (Țărancă din Dobrogea), Muzeul de Artă (Konstanza)

## Arbeiten in Sammlungen

### Private
- Sammlung Anghel Ciobanu[1]
- Sammlung Dragoș Mușateșcu[2]
- Sammlung Tudor Octavian[3]
- Sammlung Pavel Șușară[4]

### Museum
- Muzeul Memorial "Nicolae Iorga", Vălenii de Munte
- Muzeul de Artă Constanța
- Muzeul Național Cotroceni, Bukarest
- Muncipial Museum Bukarest
- Memorialmuseum im Herrenhaus des Barons Alexandru Bellu, Urlați, Rumänien

### Monographie
- Tudor Octavian: Viața și opera pictorului Sever Burada. (Das Leben und Werk des Malers Sever Burada) Verlag Pro Editura și Tipografie, Bucuresti 2010, ISBN 973-145-258-6.

### Sonstiges
- Sever Burada: Ein Maler unschuldig verdammt aus Historia – Zeitschrift für Geschichte (ro) – Jahr V, Nr. 44, August 2005
- Vergessene rumänische Künstler (Pictori români uitați), Tudor Octavian, 2003, Verlag NOI media print, Bukarest
- Bildende Kunst in Oltenia 1821-1944 (Artele plastic în Oltenia 1821-1944), Paul Rezeanu, 1980, Verlag Scrisul românesc, Craiova